# District de Hongshan (Chifeng)
Pour les articles homonymes, voir Hongshan.
Le district de Hongshan (红山区 ; pinyin : Hóngshān Qū) est une subdivision administrative de la région autonome de Mongolie-Intérieure en Chine. Il est placé sous la juridiction de la ville-préfecture de Chifeng dont il forme le centre.